# 約翰·威廉姆森
約翰·李·威廉姆森（英語： John Lee Williamson，1951年11月10日—1996年11月30日），出生於美國康乃狄克州的紐哈芬，前美國NBA職業籃球運動員，擔任得分後衛。

## 個人生活
從NBA退休之後，威廉姆森最終回到了他家鄉康乃狄克州紐哈芬的少年拘留所工作。
威廉姆森於45歲時於1996年11月30日死於與糖尿病有關的腎衰竭。